# Hyadina giordanii
Hyadina giordanii är en tvåvingeart som beskrevs av Canzoneri och Giuseppe Giovanni Antonio Meneghini 1975. Hyadina giordanii ingår i släktet Hyadina och familjen vattenflugor.
Artens utbredningsområde är Iran. Inga underarter finns listade i Catalogue of Life.